# 纽约蓝蓝
张兰（1969年1月18日—2020年3月27日），笔名纽约蓝蓝，贵阳人，美国华裔女作家，北美华人作家协会会员，纽约华文女作家协会会员。

## 生平
先后毕业于苏州大学本科服装设计专业和密苏里大学堪萨斯分校硕士艺术专业，在美国从事媒体页面设计工作。2020年3月，撰写《疫情中的纽约人》系列文章，展示纽约的疫情。3月27日上午在新泽西州卑尔根县李堡因车祸逝世。

## 外部鏈接
- 纽约疫情日记 （页面存档备份，存于）（简体中文）